# Лицей № 12 (Ишимбай)
Лицей № 12 города Ишимбая — средняя школа в городе Ишимбае, Башкортостан, Россия.

## Общие данные
Полное название лицея — «Муниципальное бюджетное образовательное учреждение Лицей № 12 города Ишимбая муниципального района Ишимбайский район Республики Башкортостан».
Лицей расположен по адресу Россия, Республика Башкортостан, Ишимбай, улица Губкина, 41.
Количество учащихся — 590, учителей — 36 (из них > 50 % c высшей квалификационной категорией, 30 % имеют звания).
Директора:
- Адмаев Александр Федорович (до 2002) — отличник образования Республики Башкортостан.
- Винокурова Валентина Васильевна (с 2002) — заслуженный учитель Республики Башкортостан.

## История
Общеобразовательная школа образована 16 августа 1940 годуа, 16 августа как школа № 16. Позднее носила номер 12.
Лицей был создан в феврале 1992 года на базе общеобразовательной школы № 12, с декабря 1999 года — современный статус и название.
С 1998 года для старшеклассников введено обучение на трех профилях: физико-математическом, химико-биологическом и социально-экономическом.
В 2006 году лицей стал победителем Всероссийского конкурса общеобразовательных учреждений, внедряющих инновационные образовательные программы.
В 2014 году лицей вошел в топ-200 образовательных организаций, обеспечивающих высокие возможности развития талантов учащихся и в топ-500 лучших школ страны

## Достижения
В 2011 году лицеисты стали обладателями Кубка Башкортостана по физике,
В 2014 году Ермакова Светлана Николаевна, учитель биологии, стала абсолютным победителем конкурса «Учитель года Башкортостана — 2014»

## Культурные объекты
На здании в 2007 году установлены мемориальные доски выпускникам М. С. Таймасову и А. А. Анофреву, погибшим в Афганистане, М. В. Филипчеву, погибшему в Чечне.

## Спорт
Начиная с 2015 года, лицей № 12 регулярно выигрывает муниципальный городской этап «КЭС-БАСКЕТ» по баскетболу, становится призером зональных соревнований.